# Желтоплечий синелобый амазон
Желтоплечий синелобый амазон (лат. Amazona aestiva xanthopteryx) — птица семейства попугаевых, подвид синелобого амазона.

## Внешний вид
Длина тела 35-37 см, хвоста 13 см Окраска оперения зелёная с тёмным окаймлением на верхней стороне. Горло и щёки жёлтые, лоб синий, на передней части головы имеется большое пятно сине-голубого цвета. На крыле красная полоса. Сгиб крыла тоже красный. Клюв чёрный.

## Распространение
Обитает в северной части Аргентины, в Парагвае, Северной Боливии и Бразилии.

## Размножение
Самка откладывает от 4 до 5 яиц, с интервалами в 4-5 дней. Примерно через месяц появляются птенцы, через два — они вылетают из гнезда. Кормит птенцов самка.

## Содержание
Довольно часто содержат в школьных зооуголках и в домашних условиях. Не прихотливы к корму. Могут неплохо заучивать слова и даже изменять интонацию голоса, подражать пению птиц, мяукать и лаять.